# Nolet Het Reymerswale
Nolet Het Reymerswale was een restaurant in Yerseke. Het restaurant opende de deuren in 1971 en kreeg in 1976 een Michelinster, die het behield tot de sluiting in 2010. De chef-kok was Danny Nolet.
Het restaurant was gespecialiseerd in visgerechten. Per 1 oktober 2010 sloot het restaurant de deuren omdat de bezoekersaantallen als gevolg van de economische crisis enorm waren afgenomen.